# Deborah Abiodun
Deborah Abiodun, née le 2 novembre 2003, est une footballeuse internationale nigériane évoluant au poste d'attaquante. Elle évolue actuellement au Washington Spirit.

## Carrière

### En club
Jusqu'à l'été 2023, elle joue pour les Rivers Angels dans son pays d'origine. Elle rejoint ensuite l'équipe des Panthers de Pittsburgh de l'Université de Pittsburgh aux États-Unis.
En 2025, elle signe en NWSL au Spirit de Washington.

### En sélection nationale
Abiodun figure parmi les 23 joueuses retenues par Randy Waldrum (en) pour la Coupe du monde 2023. Elle entre pour la première fois sur le terrain en équipe nationale nigériane le 21 juillet 2023 lors d'un match contre le Canada et reçoit un carton rouge.

## Palmarès

### En équipe nationale
Nigeria
- Vainqueur de la Coupe d'Afrique des nations 2024